# Trace Urban
Trace Urban é um canal de televisão por assinatura francês de videoclipes de propriedade da TPG Capital. É o canal pai dos vários canais de música do Trace. O canal é o terceiro canal de televisão francês mais distribuído no mundo, dedicado à música e às culturas urbanas contemporâneas (Rap, R&B, Hip-Hop, Dancehall, etc.), assim como à cena Pop, visando um público de 15–34 anos. A Trace Urban é o segundo canal de música na França e o canal mais popular transmitido em mais de 60 países no mundo. Além de veicular videoclipes, o canal também traz entrevistas com artistas renomados, promovendo seus próximos álbuns ou turnês de shows.

## História
Fundada em 1994 com o nome de MCM Africa, é uma variação do canal francês MCM pertencente à Lagardère. Foi vendida em 2002 a Olivier Laouchez, ex-chefe da marca de hip-hop Sector Ä.
Em 27 de abril de 2003, Olivier Laouchez renomeou MCM Africa para Trace TV, que se tornou o primeiro canal internacional dedicado à música urbana, está passando por uma rápida expansão internacional, com diferentes feeds presentes em 60 países. Em 2006, o canal recebeu o Prêmio HOT BIRD de melhor televisão musical da Europa. Em 2009, a rede abriu um escritório em Nova York.
Em 15 de dezembro de 2010, Trace TV se torna Trace Urban. O grupo Trace lança o Trace Radio, um rádio urbano do pacote de rádio digital Goom.

## Lançamento
Em Portugal, o canal é transmitido através do MEO, na posição 143 da grelha. A versão em HD do canal encontra-se na posição 142. Em 2011, a NOS (anteriormente ZON) também disponibilizou o canal (HD) na posição 167 da sua grelha digital. A transmissão do canal também esta disponível na Vodafone e na Nowo.
No Brasil, o canal foi lançado na operadora de televisão via internet Guigo TV em 2019. Em 9 de agosto de 2020 o canal foi lançado na BluTV.